# Marano di Valpolicella
Marano di Valpolicella és un comune (municipi) de la província de Verona, a la regió italiana del Vèneto, situat a uns 110 quilòmetres a l'oest de Venècia i a uns 14 quilòmetres al nord-oest de Verona.
A 1 de gener de 2020 la seva població era de 3.153 habitants.
Marano di Valpolicella limita amb els següents municipis: Fumane, Negrar, San Pietro in Cariano i Sant'Anna d'Alfaedo.